# The Voice Kids (1.ª temporada)
A primeira temporada do The Voice Kids, versão infantil do talent show brasileiro The Voice Brasil, estreou em 3 de janeiro de 2016 e teve término em 27 de março de 2016 transmitido pela Rede Globo, totalizando 13 episódios semanais, sendo exibidos aos domingos. A temporada teve a apresentação de Tiago Leifert e Kika Martinez (nos bastidores) e com Carlinhos Brown, Ivete Sangalo e Victor & Leo como técnicos.
Na final do programa, ficaram Pérola Crepaldi (Time Ivete Sangalo), Rafa Gomes (Time Carlinhos Brown) e Wagner Barreto (Time Victor & Leo). O paranaense Wagner Barreto, do time de Victor & Leo, venceu a temporada com 66% dos votos.

## Técnicos e apresentadores
A  primeira temporada do programa conta com Ivete Sangalo, Carlinhos Brown e Victor & Leo como técnicos. Já a apresentação fica sob o comando de Tiago Leifert.

## Episódios
Legenda

### Episódio 1: Audições às Cegas, Parte 1 (3 de janeiro de 2016)
Performances
- "Tempos Modernos" - Técnicos do The Voice Kids

| Ordem | Competidor              | Idade | Cidade                   | Canção                 | Escolha dos técnicos e competidores | Escolha dos técnicos e competidores | Escolha dos técnicos e competidores |
| Ordem | Competidor              | Idade | Cidade                   | Canção                 | Victor & Leo                        | Ivete                               | Brown                               |
| ----- | ----------------------- | ----- | ------------------------ | ---------------------- | ----------------------------------- | ----------------------------------- | ----------------------------------- |
| 1     | Felipe Adetokunbo       | 15    | Rio de Janeiro, RJ       | "At Last"              | ✔                                   | ✔                                   | ✔                                   |
| 2     | Ana Rosa                | 13    | Sinop, MT                | "Eu Só Queria Te Amar" | ✔                                   | ✔                                   | ✔                                   |
| 3     | Giulia Nassa            | 12    | São Paulo, SP            | "(Out Here) On My Own" | —                                   | ✔                                   | ✔                                   |
| 4     | Sofia Ferreira          | 13    | Brasília, DF             | "Desculpe o Auê"       | —                                   | —                                   | —                                   |
| 5     | Luna Bandeira           | 10    | Rio de Janeiro, RJ       | "I'll Be There"        | ✔                                   | ✔                                   | ✔                                   |
| 6     | Rafa Gomes              | 10    | Curitiba, PR             | "História de Uma Gata" | ✔                                   | —                                   | ✔                                   |
| 7     | Julie de Assis          | 12    | Salvador, BA             | "Retrato da Vida"      | ✔                                   | ✔                                   | ✔                                   |
| 8     | Maria Fernanda da Costa | 9     | Porto Alegre, RS         | "Xote das Meninas"     | —                                   | —                                   | ✔                                   |
| 9     | Ana Beatriz Torres      | 10    | Goiânia, GO              | "A Vizinha do Lado"    | ✔                                   | —                                   | —                                   |
| 10    | Igor Silveira           | 9     | Conselheiro Lafaiete, MG | "Corazón Espiñado"     | ✔                                   | —                                   | ✔                                   |
| 11    | Letícia Roennau         | 13    | Taquara, RS              | "Sorri, Sou Rei"       | ✔                                   | —                                   | —                                   |
| 12    | João Pedro Borges       | 11    | Aracaju, SE              | "The Show Must Go On"  | —                                   | ✔                                   | ✔                                   |
| 13    | Fabiana Gomes           | 13    | Inhumas, GO              | "Mudando de Assunto"   | —                                   | —                                   | —                                   |

### Episódio 2: Audições às Cegas, Parte 2 (10 de janeiro de 2016)
| Ordem | Competidor       | Idade | Cidade                  | Canção                         | Escolha dos técnicos e competidores | Escolha dos técnicos e competidores | Escolha dos técnicos e competidores |
| Ordem | Competidor       | Idade | Cidade                  | Canção                         | Victor & Leo                        | Ivete                               | Brown                               |
| ----- | ---------------- | ----- | ----------------------- | ------------------------------ | ----------------------------------- | ----------------------------------- | ----------------------------------- |
| 1     | Enzo & Éder      | 12/10 | Presidente Epitácio, SP | "O Menino da Porteira"         | ✔                                   | ✔                                   | ✔                                   |
| 2     | Lia Gomes        | 14    | Lauro de Freitas, BA    | "Dona Cila"                    | ✔                                   | ✔                                   | ✔                                   |
| 3     | Pérola Crepaldi  | 11    | Apucarana, PR           | "Memory"                       | ✔                                   | ✔                                   | ✔                                   |
| 4     | Wagner Barreto   | 15    | Porto Rico, PR          | "Índia"                        | ✔                                   | ✔                                   | ✔                                   |
| 5     | Kaliny Rodrigues | 11    | Campo Verde, MT         | "Mira Ira"                     | —                                   | —                                   | ✔                                   |
| 6     | Laura Schadeck   | 12    | Santo Ângelo, RS        | "Burn"                         | ✔                                   | —                                   | —                                   |
| 7     | Madu Alvarenga   | 13    | Belo Horizonte, MG      | "Simples Desejo"               | ✔                                   | ✔                                   | ✔                                   |
| 8     | Tabatha Almeida  | 14    | Recife, PE              | "Dear Future Husband"          | —                                   | ✔                                   | ✔                                   |
| 9     | Marcos Tybel     | 13    | Pinheiros, ES           | "Você Não Me Conhece"          | —                                   | —                                   | —                                   |
| 10    | Bell Lins        | 15    | Brasília, DF            | "Jack Soul Brasileiro"         | ✔                                   | ✔                                   | ✔                                   |
| 11    | Lucas Marques    | 13    | Salvador, BA            | "À Sua Maneira"                | —                                   | —                                   | —                                   |
| 12    | Matheus Quirino  | 13    | Sete Lagoas, MG         | "No Dia Em Que Eu Saí de Casa" | —                                   | ✔                                   | —                                   |
| 13    | Íris Pereira     | 9     | Santa Luzia, MG         | "Felicidade"                   | ✔                                   | ✔                                   | ✔                                   |
| 14    | Manuela Andrade  | 14    | Fortaleza, CE           | "Se Tudo Fosse Fácil"          | —                                   | —                                   | —                                   |
| 15    | Biel Gava        | 12    | Niterói, RJ             | "Dois Rios"                    | ✔                                   | —                                   | ✔                                   |

### Episódio 3: Audições às Cegas, Parte 3 (17 de janeiro de 2016)
| Ordem | Competidor        | Idade | Cidade                 | Canção                               | Escolha dos técnicos e competidores | Escolha dos técnicos e competidores | Escolha dos técnicos e competidores |
| Ordem | Competidor        | Idade | Cidade                 | Canção                               | Victor & Leo                        | Ivete                               | Brown                               |
| ----- | ----------------- | ----- | ---------------------- | ------------------------------------ | ----------------------------------- | ----------------------------------- | ----------------------------------- |
| 1     | Ryandro Campos    | 13    | Porciúncula, RJ        | "Fim de Tarde"                       | ✔                                   | ✔                                   | ✔                                   |
| 2     | Luiza Prochet     | 12    | Rio de Janeiro, RJ     | "Your Song"                          | ✔                                   | ✔                                   | ✔                                   |
| 3     | Leslie & Laurie   | 14/11 | Coronel Fabriciano, MG | "Seio de Minas"                      | ✔                                   | —                                   | ✔                                   |
| 4     | Gabriel Marks     | 15    | Manaus, AM             | "Um Dia"                             | —                                   | —                                   | —                                   |
| 5     | Bebé Salvego      | 12    | Piracicaba, SP         | "I Can't Give You Anything But Love" | ✔                                   | ✔                                   | ✔                                   |
| 6     | Gabriel Lins      | 12    | Sapucaia do Sul, RS    | "Escreve Aí"                         | ✔                                   | ✔                                   | ✔                                   |
| 7     | Malu Cavalcanti   | 11    | Ubiratã, PR            | "Você Sempre Será"                   | ✔                                   | —                                   | ✔                                   |
| 8     | Kailane Frauches  | 11    | Duque de Caxias, RJ    | "Olha o que o Amor Me Faz"           | ✔                                   | ✔                                   | ✔                                   |
| 9     | Thaynã Lima       | 13    | Itapetininga, SP       | "Um Dia de Domingo"                  | —                                   | —                                   | ✔                                   |
| 10    | Duda Balestero    | 14    | São Paulo, SP          | "Crazy"                              | —                                   | —                                   | —                                   |
| 11    | Marina Silveira   | 11    | João Pessoa, PB        | "We Remain"                          | —                                   | ✔                                   | ✔                                   |
| 12    | Mayara Cavalcante | 12    | Belém, PA              | "Por Enquanto"                       | ✔                                   | —                                   | —                                   |
| 13    | Elizaldo Alves    | 13    | São Vicente, RN        | "Domingo de Manhã"                   | ✔                                   | —                                   | —                                   |
| 14    | Laís Amaro        | 10    | Cajazeiras, PB         | "Qui Nem Jiló"                       | —                                   | —                                   | ✔                                   |

### Episódio 4: Audições às Cegas, Parte 4 (24 de janeiro de 2016)
| Ordem | Competidor       | Idade | Cidade                    | Canção                   | Escolha dos técnicos e competidores | Escolha dos técnicos e competidores | Escolha dos técnicos e competidores |
| Ordem | Competidor       | Idade | Cidade                    | Canção                   | Victor & Leo                        | Ivete                               | Brown                               |
| ----- | ---------------- | ----- | ------------------------- | ------------------------ | ----------------------------------- | ----------------------------------- | ----------------------------------- |
| 1     | Larissa Carvalho | 11    | Belo Horizonte, MG        | "Almost is Never Enough" | —                                   | ✔                                   | —                                   |
| 2     | Manu Paiva       | 14    | Cuiabá, MT                | "Who's Loving You"       | ✔                                   | ✔                                   | ✔                                   |
| 3     | Cairo Henrique   | 13    | Rondonópolis, MT          | "Tudo Que Você Quiser"   | ✔                                   | —                                   | —                                   |
| 4     | Nathan Estraes   | 14    | São Leopoldo, RS          | "Do Seu Lado"            | —                                   | —                                   | —                                   |
| 5     | Júlia Ferreira   | 11    | Campos dos Goytacazes, RJ | "Cicatriz"               | ✔                                   | —                                   | —                                   |
| 6     | Bela Maria       | 14    | Paulista, PE              | "Não Vá Embora"          | —                                   | ✔                                   | ✔                                   |
| 7     | Abgail Barcelos  | 15    | Contagem, MG              | "Insano"                 | ✔                                   | —                                   | —                                   |
| 8     | Júlia Saad       | 10    | Formosa, GO               | "Pra Você"               | —                                   | —                                   | —                                   |
| 9     | Nathy Veras      | 15    | Rio de Janeiro, RJ        | "Back to Black"          | —                                   | ✔                                   | —                                   |
| 10    | Ikaro & Rodrigo  | 14/15 | Sertãozinho, SP           | "Linda Juventude"        | ✔                                   | —                                   | ✔                                   |
| 11    | Gigi Fonseca     | 11    | Juiz de Fora, MG          | "Do Lado de Cá"          | ✔                                   | —                                   | —                                   |
| 12    | Júlia Gomes      | 13    | São Paulo, SP             | "Listen"                 | ✔                                   | ✔                                   | ✔                                   |
| 13    | João Vitor       | 15    | Cachoeirinha, RS          | "Que Sorte a Nossa"      | ✔                                   | —                                   | ✔                                   |
| 14    | Andréa Vitória   | 14    | Petrolina, PE             | "Rosa"                   | —                                   | —                                   | ✔                                   |

### Episódio 5: Audições às Cegas, Parte 5 (31 de janeiro de 2016)
| Ordem | Competidor      | Idade | Cidade                  | Canção                            | Escolha dos técnicos e competidores | Escolha dos técnicos e competidores | Escolha dos técnicos e competidores |
| Ordem | Competidor      | Idade | Cidade                  | Canção                            | Victor & Leo                        | Ivete                               | Brown                               |
| ----- | --------------- | ----- | ----------------------- | --------------------------------- | ----------------------------------- | ----------------------------------- | ----------------------------------- |
| 1     | Luiza Haggsträm | 11    | Porto Alegre, RS        | "Somewhere Over the Rainbow"      | —                                   | ✔                                   | ✔                                   |
| 2     | Pepê Santos     | 14    | Belo Horizonte, MG      | "Um Degrau Na Escada"             | ✔                                   | —                                   | ✔                                   |
| 3     | Tavinho Leoni   | 12    | Belo Horizonte, MG      | "A Voz do Morro"                  | —                                   | —                                   | ✔                                   |
| 4     | Amanda Lyra     | 14    | João Pessoa, PB         | "Eu Sei"                          | —                                   | —                                   | —                                   |
| 5     | Isadora Porto   | 15    | Florianópolis, SC       | "As Canções Que Você Fez Pra Mim" | ✔                                   | —                                   | —                                   |
| 6     | Mari Cardoso    | 11    | Rio de Janeiro, RJ      | "Agora Só Falta Você"             | ✔                                   | ✔                                   | ✔                                   |
| 7     | Ally Victory    | 15    | Recife, PE              | "Stone Cold"                      | ✔                                   | —                                   | —                                   |
| 8     | Steffany Laura  | 14    | São Miguel do Guamá, PA | "Primavera"                       | ✔                                   | ✔                                   | ✔                                   |
| 9     | Ellen Clicia    | 13    | Porto Velho, RO         | "Mais Ninguém"                    | —                                   | —                                   | —                                   |
| 10    | Carol Passos    | 13    | Curitiba, PR            | "Pride and Joy"                   | ✔                                   | ✔                                   | ✔                                   |
| 11    | Vitória Lopes   | 15    | Arraial do Cabo, RJ     | "Mais Uma Vez"                    | ✔                                   | —                                   | —                                   |
| 12    | Luisa Costa     | 12    | Brasília, DF            | "Fly Me to the Moon"              | ✔                                   | ✔                                   | ✔                                   |
| 13    | Vicky Valentim  | 15    | Volta Redonda, RJ       | "Beautiful"                       | —                                   | ✔                                   | ✔                                   |
| 14    | Roberto Matheus | 13    | Fortaleza, CE           | "Cê Que Sabe"                     | —                                   | ✔                                   | ✔                                   |

### Episódio 6: Audições às Cegas, Parte 6 (7 de fevereiro de 2016)
| Ordem | Competidor          | Idade | Cidade                     | Canção                        | Escolha dos técnicos e competidores | Escolha dos técnicos e competidores | Escolha dos técnicos e competidores |
| Ordem | Competidor          | Idade | Cidade                     | Canção                        | Victor & Leo                        | Ivete                               | Brown                               |
| --- | ------------------- | ----- | -------------------------- | ----------------------------- | ----------------------------------- | ----------------------------------- | ----------------------------------- |
| 1 | Nicole Luz          | 13    | Sobradinho, DF             | "That's What Friends Are For" | ✔                                   | ✔                                   | ✔                                   |
| 2 | Gisele Arruda       | 15    | Fortaleza, CE              | "Frio"                        | —                                   | —                                   | —                                   |
| 3 | Ana Pieri           | 12    | Florianópolis, SC          | "Malandragem"                 | ✔                                   | —                                   | —                                   |
| 4 | Lou Garcia          | 15    | Salvador, BA               | "Stand by Me"                 | ✔                                   | —                                   | ✔                                   |
| 5 | Luna Maria          | 13    | Santa Bárbara do Oeste, SP | "Coleção"                     | —                                   | ✔                                   | ✔                                   |
| 6 | Juan Luca           | 14    | Bambuí, MG                 | "Uma Louca Tempestade"        | ✔                                   | —                                   | —                                   |
| 7 | Daniel Henrique     | 14    | Rio de Janeiro, RJ         | "Far Away"                    | —                                   | ✔                                   | —                                   |
| 8 | Clara Lima          | 15    | Pomerode, SC               | "As Rosas não Falam"          | ✔                                   | —                                   | ✔                                   |
| 9 | Júlia Barrak        | 12    | São Paulo, SP              | "Royals"                      | —                                   | —                                   | —                                   |
| 10 | Catarina Estralioto | 13    | Arapongas, PR              | "O Bêbado e a Equilibrista"   | —                                   | —                                   | ✔                                   |
| 11 | Mariana Rocha       | 14    | Recife, PE                 | "Man in the Mirror"           | ✔                                   | —                                   | —                                   |
| 12 | Lorena & Rafaela    | 15/14 | Romaria, MG                | "Sinônimos"                   | —                                   | —                                   | ✔                                   |
| 13 | Robert Lucas        | 14    | Valença, BA                | "When I Was Your Man"         | ✔                                   | ✔                                   | ✔                                   |
| 14 | Jamille Silva       | 11    | Riachão do Jacuípe, BA     | "Let It Go"                   | ✔                                   | Time completo                       | —                                   |
| 15 | Leo Souzza          | 13    | Parapuã, SP                | "Borboletas"                  | Time completo                       | Time completo                       | —                                   |
| 16 | Gabb Lippert        | 15    | Arroio do Sal, RS          | "Admirável Chip Novo"         | Time completo                       | Time completo                       | ✔                                   |
| Designação "N/A" em "Escolha dos técnicos e competidores" significa que o time do técnico já estava completo |                     |       |                            |                               |                                     |                                     |                                     |

### Episódios 7 a 9: Batalhas (14 a 28 de fevereiro de 2016)
Legenda
Performances
- "O Farol" - Ivete Sangalo
- "Vida Boa" - Victor & Leo
- "Dois Grudados" - Carlinhos Brown

| Episódio | Técnico         | Ordem | Vencedor(es)       | Canção                                  | Eliminados          | Eliminados              |
| -------- | --------------- | ----- | ------------------ | --------------------------------------- | ------------------- | ----------------------- |
| 7        | Ivete Sangalo   | 1     | Nicole Luz         | "Come Together" / "Dear Prudence"       | Bell Lins           | Steffany Laura          |
| 7        | Carlinhos Brown | 2     | Felipe Adetokunbo  | "O Descobridor dos Sete Mares"          | Gabb Lippert        | Tavinho Leoni           |
| 7        | Victor & Leo    | 3     | Ana Beatriz Torres | "A Noite"                               | Gigi Fonseca        | Letícia Roennau         |
| 7        | Carlinhos Brown | 4     | Júlia Gomes        | "Love on Top"                           | Andréa Vitória      | Lou Garcia              |
| 7        | Victor & Leo    | 5     | Ana Rosa           | "Amor Pra Recomeçar"                    | Gabriel Lins        | João Vitor              |
| 7        | Ivete Sangalo   | 6     | Pérola Crepaldi    | "Em Cada Sonho (O Amor é Feito Flecha)" | Giulia Nassa        | Luiza Haggsträm         |
| 7        | Victor & Leo    | 7     | Wagner Barreto     | "Desculpe, Mas Eu Vou Chorar"           | Ikaro & Rodrigo     | Pepê Santos             |
| 7        | Carlinhos Brown | 8     | Rafa Gomes         | "Superfantástico"                       | Igor Silveira       | Kaliny Rodrigues        |
|          |                 |       |                    |                                         |                     |                         |
| 8        | Victor & Leo    | 1     | Enzo & Éder        | "É o Amor"                              | Cairo Henrique      | Vitória Lopes           |
| 8        | Ivete Sangalo   | 2     | Robert Lucas       | "Quando a Chuva Passar"                 | Kailane Frauches    | Matheus Quirino         |
| 8        | Carlinhos Brown | 3     | Bela Maria         | "Halo"                                  | Luisa Costa         | Thaynã Lima             |
| 8        | Carlinhos Brown | 4     | Ryandro Campos     | "Vou Deixar"                            | Biel Gava           | João Pedro Borges       |
| 8        | Victor & Leo    | 5     | Ana Pieri          | "Além do Horizonte"                     | Abgail Barcelos     | Isadora Porto           |
| 8        | Ivete Sangalo   | 6     | Carol Passos       | "I Can't Stop Loving You"               | Bebé Salvego        | Nathy Veras             |
| 8        | Carlinhos Brown | 7     | Malu Cavalcanti    | "Na Estrada"                            | Clara Lima          | Lia Gomes               |
| 8        | Ivete Sangalo   | 8     | Luna Bandeira      | "Don't Stop the Music"                  | Larissa Carvalho    | Vicky Valentim          |
|          |                 |       |                    |                                         |                     |                         |
| 9        | Ivete Sangalo   | 1     | Luiza Prochet      | "Drão"                                  | Luna Maria          | Tabatha Almeida         |
| 9        | Carlinhos Brown | 2     | Íris Pereira       | "Quando Você Passa"                     | Laís Amaro          | Maria Fernanda da Costa |
| 9        | Victor & Leo    | 3     | Mayara Cavalcante  | "Like I'm Gonna Lose You"               | Ally Victory        | Mariana Rocha           |
| 9        | Victor & Leo    | 4     | Leslie & Laurie    | "Na Linha do Tempo"                     | Elizaldo Alves      | Juan Luca               |
| 9        | Ivete Sangalo   | 5     | Daniel Henrique    | "Say Something"                         | Madu Alvarenga      | Manú Paiva              |
| 9        | Carlinhos Brown | 6     | Mari Cardoso       | "Baila Comigo"                          | Catarina Estralioto | Lorena & Rafaela        |
| 9        | Ivete Sangalo   | 7     | Julie de Assis     | "Lamento Sertanejo"                     | Marina Silveira     | Roberto Matheus         |
| 9        | Victor & Leo    | 8     | Laura Schadeck     | "Blank Space"                           | Jamille Silva       | Júlia Ferreira          |

### Episódio 10: Shows ao vivo - Quartas de Final, Parte 1 (6 de março de 2016)
Legenda
| Ordem | Técnico         | Competidor        | Canção                 | Resultado             |
| ----- | --------------- | ----------------- | ---------------------- | --------------------- |
| 1     | Ivete Sangalo   | Carol Passos      | "Ovelha Negra"         | Eliminada             |
| 2     | Ivete Sangalo   | Daniel Henrique   | "Cedo ou Tarde"        | Voto do público (29%) |
| 3     | Ivete Sangalo   | Nicole Luz        | "Soul de Verão"        | Eliminada             |
| 4     | Ivete Sangalo   | Pérola Crepaldi   | "Beauty and the Beast" | Salva pela técnica    |
| 5     | Victor & Leo    | Ana Pieri         | "Quem de Nós Dois"     | Eliminada             |
| 6     | Victor & Leo    | Ana Rosa          | "Nada Sei"             | Eliminada             |
| 7     | Victor & Leo    | Enzo & Éder       | "Fogão de Lenha"       | Voto do público (44%) |
| 8     | Victor & Leo    | Laura Schadeck    | "A Thousand Years"     | Salva pelos técnicos  |
| 9     | Carlinhos Brown | Felipe Adetokunbo | "Isn't She Lovely"     | Salvo pelo técnico    |
| 10    | Carlinhos Brown | Íris Pereira      | "Mercy"                | Voto do público (40%) |
| 11    | Carlinhos Brown | Júlia Gomes       | "A Lenda"              | Eliminada             |
| 12    | Carlinhos Brown | Malu Cavalcanti   | "Eu Não Vou"           | Eliminada             |

### Episódio 11: Shows ao vivo - Quartas de Final, Parte 2 (13 de março de 2016)
| Ordem | Técnico         | Competidor         | Canção                   | Resultado             |
| ----- | --------------- | ------------------ | ------------------------ | --------------------- |
| 1     | Victor & Leo    | Ana Beatriz Torres | "Fico Assim Sem Você"    | Salva pelos técnicos  |
| 2     | Victor & Leo    | Leslie & Laurie    | "Logo Eu"                | Eliminadas            |
| 3     | Victor & Leo    | Mayara Cavalcante  | "Lost Stars"             | Eliminada             |
| 4     | Victor & Leo    | Wagner Barreto     | "Romaria"                | Voto do público (39%) |
| 5     | Ivete Sangalo   | Julie de Assis     | "Bate Coração"           | Eliminada             |
| 6     | Ivete Sangalo   | Luiza Prochet      | "Eu Sei Que Vou Te Amar" | Eliminada             |
| 7     | Ivete Sangalo   | Luna Bandeira      | "Break Free"             | Salva pela técnica    |
| 8     | Ivete Sangalo   | Robert Lucas       | "Flashlight"             | Voto do público (40%) |
| 9     | Carlinhos Brown | Bela Maria         | "Velha Infância"         | Eliminada             |
| 10    | Carlinhos Brown | Mari Cardoso       | "Como Nossos Pais"       | Eliminada             |
| 11    | Carlinhos Brown | Rafa Gomes         | "O Caderno"              | Voto do público (50%) |
| 12    | Carlinhos Brown | Ryandro Campos     | "Seduzir"                | Salvo pelo técnico    |

### Episódio 12: Shows Ao Vivo - Semifinal (20 de março de 2016)
Legenda
| Ordem | Técnico         | Competidor         | Canção                    | Resultado (pontos) | Resultado (pontos) | Resultado (pontos) |
| Ordem | Técnico         | Competidor         | Canção                    | Público            | Técnico            | Total              |
| ----- | --------------- | ------------------ | ------------------------- | ------------------ | ------------------ | ------------------ |
| 1     | Ivete Sangalo   | Daniel Henrique    | "Sem Radar"               | 19                 | 0                  | 19                 |
| 2     | Ivete Sangalo   | Luna Bandeira      | "Um Certo Alguém"         | 20                 | 0                  | 20                 |
| 3     | Ivete Sangalo   | Pérola Crepaldi    | "Brincar de Viver"        | 27                 | 30                 | 57                 |
| 4     | Ivete Sangalo   | Robert Lucas       | "Só Chamei Porque Te Amo" | 34                 | 0                  | 34                 |
| 5     | Victor & Leo    | Ana Beatriz Torres | "Casinha Branca"          | 11                 | 0                  | 11                 |
| 6     | Victor & Leo    | Enzo & Éder        | "Saudade da Minha Terra"  | 21                 | 0                  | 21                 |
| 7     | Victor & Leo    | Laura Schadeck     | "Heart Attack"            | 21                 | 0                  | 21                 |
| 8     | Victor & Leo    | Wagner Barreto     | "Todo Azul do Mar"        | 47                 | 30                 | 77                 |
| 9     | Carlinhos Brown | Felipe Adetokunbo  | "What's Going On"         | 10                 | 0                  | 10                 |
| 10    | Carlinhos Brown | Íris Pereira       | "Não é Proibido"          | 19                 | 0                  | 19                 |
| 11    | Carlinhos Brown | Rafa Gomes         | "Banho de Lua"            | 49                 | 30                 | 79                 |
| 12    | Carlinhos Brown | Ryandro Campos     | "Caça e Caçador"          | 22                 | 0                  | 22                 |

### Episódio 13: Shows Ao Vivo - Final (27 de março de 2016)
Legenda
| Técnico         | Competidor      | Ordem | Canção solo                       | Ordem | Canção do dueto                       | Resultado      |
| --------------- | --------------- | ----- | --------------------------------- | ----- | ------------------------------------- | -------------- |
| Victor & Leo    | Wagner Barreto  | 1     | "Disparada"                       | 5     | "Tem Que Ser Você" (com Victor & Leo) | Vencedor (66%) |
| Carlinhos Brown | Rafa Gomes      | 6     | "Sítio do Picapau Amarelo"        | 2     | "É Tão Lindo" (com Carlinhos Brown)   | Finalista      |
| Ivete Sangalo   | Pérola Crepaldi | 3     | "Se Eu Não Te Amasse Tanto Assim" | 4     | "Festa" (com Ivete Sangalo)           | Finalista      |

| Ordem | Artistas                                                          | Canção                                 |
| ----- | ----------------------------------------------------------------- | -------------------------------------- |
| 1     | Finalistas                                                        | "O Carimbador Maluco"                  |
| 2     | Ivete Sangalo, Daniel Henrique, Luna Bandeira e Robert Lucas      | "Sorte Grande"                         |
| 3     | Ivete Sangalo                                                     | "Tempo de Alegria"                     |
| 4     | Victor & Leo, Ana Beatriz Torres, Enzo & Éder e Laura Schadeck    | "Deus e Eu no Sertão"                  |
| 5     | Carlinhos Brown, Felipe Adetokunbo, Íris Pereira e Ryandro Campos | "Te Amo Família"                       |
| 6     | Victor & Leo                                                      | "Vai Me Perdoando"                     |
| 7     | Carlinhos Brown                                                   | "Megalenha"                            |
| 8     | Finalistas, Técnicos e Convidados                                 | "Inútil + Nós Vamos Invadir Sua Praia" |

## Resultados
Legenda
Times
| - Time Victor & Leo - Time Ivete - Time Brown |

Detalhes dos resultados
| - Vencedor - Finalista - Artista foi salvo pelo voto do público - Artista foi salvo pelo seu técnico - Artista não se apresentou - Artista foi eliminado - Artista avançou para a final da temporada - Artista recebeu menos pontos e foi eliminado |

| Artista | Artista            | Semana 1  | Semana 2              | Semana 3              | Semana 4              |
| ------- | ------------------ | --------- | --------------------- | --------------------- | --------------------- |
|         | Wagner Barreto     |           | Salvo                 | Salvo                 | Vencedor (Final)      |
|         | Pérola Crepaldi    | Salva     |                       | Salva                 | Finalistas (Final)    |
|         | Rafa Gomes         |           | Salva                 | Salva                 | Finalistas (Final)    |
|         | Ana Beatriz Torres |           | Salva                 | Eliminada             | Eliminados (Semana 3) |
|         | Daniel Henrique    | Salvo     |                       | Eliminado             | Eliminados (Semana 3) |
|         | Enzo & Éder        | Salvos    |                       | Eliminados            | Eliminados (Semana 3) |
|         | Felipe Adetokunbo  | Salvo     |                       | Eliminado             | Eliminados (Semana 3) |
|         | Íris Pereira       | Salva     |                       | Eliminada             | Eliminados (Semana 3) |
|         | Laura Schadeck     | Salva     |                       | Eliminada             | Eliminados (Semana 3) |
|         | Luna Bandeira      |           | Salva                 | Eliminada             | Eliminados (Semana 3) |
|         | Robert Lucas       |           | Salvo                 | Eliminado             | Eliminados (Semana 3) |
|         | Ryandro Campos     |           | Salvo                 | Eliminado             | Eliminados (Semana 3) |
|         | Bela Maria         |           | Eliminada             | Eliminadas (Semana 2) | Eliminadas (Semana 2) |
|         | Julie de Assis     |           | Eliminada             | Eliminadas (Semana 2) | Eliminadas (Semana 2) |
|         | Leslie & Laurie    |           | Eliminadas            | Eliminadas (Semana 2) | Eliminadas (Semana 2) |
|         | Luiza Prochet      |           | Eliminada             | Eliminadas (Semana 2) | Eliminadas (Semana 2) |
|         | Mari Cardoso       |           | Eliminada             | Eliminadas (Semana 2) | Eliminadas (Semana 2) |
|         | Mayara Cavalcante  |           | Eliminada             | Eliminadas (Semana 2) | Eliminadas (Semana 2) |
|         | Ana Pieri          | Eliminada | Eliminadas (Semana 1) | Eliminadas (Semana 1) | Eliminadas (Semana 1) |
|         | Ana Rosa           | Eliminada | Eliminadas (Semana 1) | Eliminadas (Semana 1) | Eliminadas (Semana 1) |
|         | Carol Passos       | Eliminada | Eliminadas (Semana 1) | Eliminadas (Semana 1) | Eliminadas (Semana 1) |
|         | Júlia Gomes        | Eliminada | Eliminadas (Semana 1) | Eliminadas (Semana 1) | Eliminadas (Semana 1) |
|         | Malu Cavalcanti    | Eliminada | Eliminadas (Semana 1) | Eliminadas (Semana 1) | Eliminadas (Semana 1) |
|         | Nicole Luz         | Eliminada | Eliminadas (Semana 1) | Eliminadas (Semana 1) | Eliminadas (Semana 1) |

## Times
Legenda
     – Vencedor(a)
     – Finalista
     – Eliminado(a) na semifinal
     – Eliminado(a) na rodada de apresentações ao vivo
     – Eliminado(a) na rodada de batalhas
| Victor & Leo     |                         |                   |                   |
| Wagner Barreto   | Ana Beatriz Torres      | Enzo & Eder       | Laura Schadeck    |
| Ana Pieri        | Ana Rosa                | Leslie & Laurie   | Mayara Cavalcante |
| Abgail Barcelos  | Ally Victory            | Cairo Henrique    | Elizaldo Alves    |
| Gabriel Lins     | Gigi Fonseca            | Ikaro & Rodrigo   | Isadora Porto     |
| Jamille Silva    | João Vitor              | Juan Luca         | Júlia Ferreira    |
| Letícia Roennau  | Mariana Rocha           | Pepê Santos       | Vitória Lopes     |
| Ivete Sangalo    |                         |                   |                   |
| Pérola Crepaldi  | Daniel Henrique         | Luna Bandeira     | Robert Lucas      |
| Carol Passos     | Julie de Assis          | Luiza Prochet     | Nicole Luz        |
| Bebé Salvego     | Bell Lins               | Giulia Nassa      | Kailane Frauches  |
| Larissa Carvalho | Luiza Haggsträm         | Luna Maria        | Madu Alvarenga    |
| Manu Paiva       | Marina Silveira         | Matheus Quirino   | Nathy Veras       |
| Roberto Matheus  | Steffany Laura          | Tabatha Almeida   | Vicky Valentim    |
| Carlinhos Brown  |                         |                   |                   |
| Rafa Gomes       | Felipe Adetokunbo       | Íris Pereira      | Ryandro Campos    |
| Bela Maria       | Júlia Gomes             | Malu Cavalcanti   | Mari Cardoso      |
| Andréa Vitória   | Catarina Estralioto     | Clara Lima        | Gabb Lippert      |
| Biel Gava        | Igor Silveira           | João Pedro Borges | Kaliny Rodrigues  |
| Laís Amaro       | Lia Gomes               | Lorena & Rafaela  | Lou Garcia        |
| Luisa Costa      | Maria Fernanda da Costa | Tavinho Leoni     | Thaynã Lima       |

## Audiência
Os dados são divulgados pelo IBOPE.
| #           | Episódio                                  | Exibição Original       | Audiência (Média Consolidada) | Rank | Fonte  |
| ----------- | ----------------------------------------- | ----------------------- | ----------------------------- | ---- | ------ |
| 1           | Audições às Cegas, Parte 1                | 3 de janeiro de 2016    | 17.8                          | 1    | [ 4 ]  |
| 2           | Audições às Cegas, Parte 2                | 10 de janeiro de 2016   | 17.2                          | 1    | [ 5 ]  |
| 3           | Audições às Cegas, Parte 3                | 17 de janeiro de 2016   | 15.3                          | 1    | [ 6 ]  |
| 4           | Audições às Cegas, Parte 4                | 24 de janeiro de 2016   | 16.7                          | 1    | [ 7 ]  |
| 5           | Audições às Cegas, Parte 5                | 31 de janeiro de 2016   | 14.8                          | 1    | [ 8 ]  |
| 6           | Audições às Cegas, Parte 6                | 7 de fevereiro de 2016  | 14.6                          | 1    | [ 9 ]  |
| 7           | Batalhas, Parte 1                         | 14 de fevereiro de 2016 | 14.9                          | 1    | [ 10 ] |
| 8           | Batalhas, Parte 2                         | 21 de fevereiro de 2016 | 17.7                          | 1    | [ 11 ] |
| 9           | Batalhas, Parte 3                         | 28 de fevereiro de 2016 | 15.4                          | 1    | [ 12 ] |
| 10          | Shows Ao Vivo - Quartas de final, Parte 1 | 6 de março de 2016      | 15.6                          | 1    | [ 13 ] |
| 11          | Shows Ao Vivo - Quartas de final, Parte 2 | 13 de março de 2016     | 16.6                          | 1    | [ 14 ] |
| 12          | Shows Ao Vivo, Semifinal                  | 20 de março de 2016     | 14.7                          | 1    | [ 15 ] |
| 13          | Shows Ao Vivo, Final                      | 27 de março de 2016     | 16.2                          | 1    | [ 16 ] |
| Média Final | Média Final                               | Média Final             | 16.1                          | —    |        |

- Em 2016, cada ponto equivale a 69.417 domicílios em São Paulo.